# Francisco Schinca
Francisco Alberto Schinca, (Montevideo, 9 de marzo de 1883 - Ib., 13 de febrero de 1937) fue un abogado, político y periodista uruguayo. Fue director del diario El Día y padre del dramaturgo y escritor uruguayo Milton Schinca.

## Biografía
En 1912 alcanzó el doctorado en Derecho. Fue catedrático de Literatura en la Universidad de la República. Siendo militante del Partido Colorado llegó a ser diputado por Montevideo durante tres legislaturas y además formó parte de la Asamblea Nacional Constituyente de 1916-1918. 
Publicó artículos para los diarios El Ideal y El Día, donde fue periodista y director, dedicado en sus producciones a tratar temas políticos y culturales. En dicho periódico realizó una sección dedicada a consultas del público, las cuales firmaba con el seudónimo Socratín. También, construyó críticas literarias que, tituladas como "Carnet del lector", "Hojeando libros y revistas", eran publicadas con el seudónimo Duendecillo Fas (esta última palabra en referencia a las iniciales de sus nombres y apellido) en el diario El Ideal,y en algún momento fueron también publicados en “La Nación” de Buenos Aires y “El Mercurio” de Chile. Junto a sus críticas, en el mismo diario donde él ejercía su labor, Alberto Zum Felde (1889-1976) realizaba la crítica cultural, con quién mantuvo diversas discrepancias e incluso en 1928, en la edición vespertina del diario El Día (del cual era director junto al Dr. Francisco Ghigliani), llegó a configurarse una polémica acerca de Alfredo Mario Ferreiro y el concepto de vanguardia.
Falleció el 13 de febrero de 1937 a causa de un accidente.

## Homenajes
En 1943, la biblioteca de La Unión (Montevideo, Uruguay), inaugurada el 11 de marzo de 1929, pasó a llamarse Dr. Francisco Alberto Schinca. 
En el barrio La Unión, una calle ubicada entre la Avenida 8 de Octubre y Camino Carrasco recibió a su nombre como denominación.

## Obra
- Oriflamas : discursos y críticas literarias (1914)
- América a través de la emoción de los descubridores y conquistadores : conferencia (1927)